# 이천 소고리 마애삼존석불
이천 소고리 마애삼존석불(利川 所古里 磨崖三尊石佛)은 대한민국 경기도 이천시 모가면 소고리에 있는 불상이다. 1986년 4월 14일 이천시의 향토유적 제8호로 지정되었다.